# 6ТД

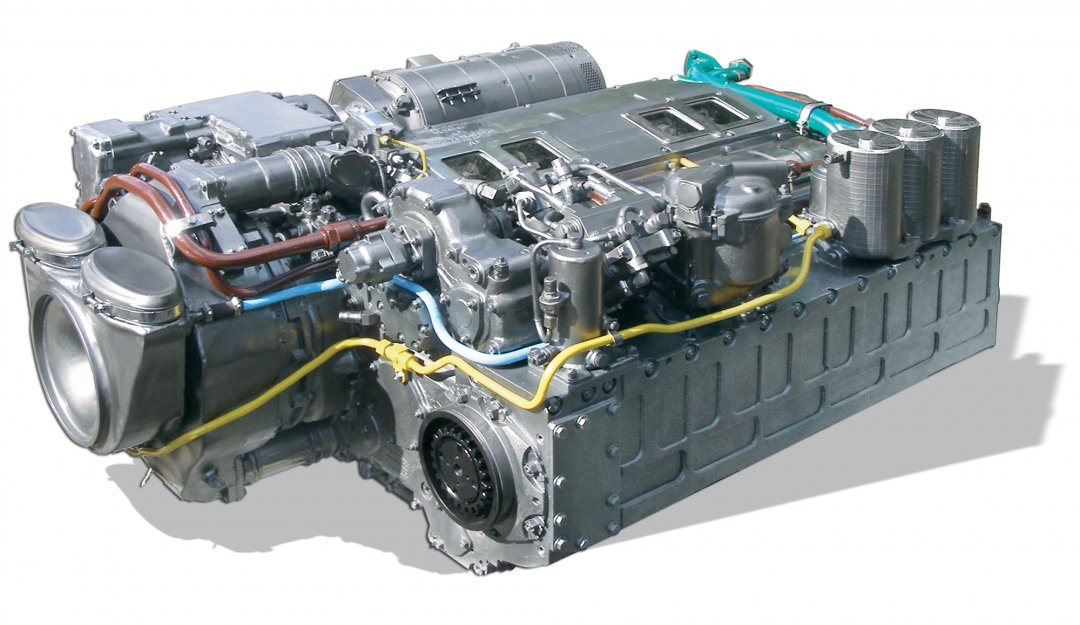
6ТД-1

6ТД — серія радянських та українських двотактних опозитних 6-циліндрових дизельних двигунів, створених у Харківському конструкторському бюро з двигунобудування (ХКБД) під керівництвом Миколи Рязанцева. Ці двигуни використали найкращі рішення 5ТДФ, який стояв на Т-64.
Основними серійними модифікаціями є 6ТД-1 (1000 к.с., встановлювався на танки Т-80УД і Т-64БМ2), 6ТД-2 (1200 к.с., танк Т-84 «Оплот») та 6ТД-2Е (екологічний, 1200 к.с., танк «Оплот-М»). Існували також проєкти потужніших двигунів. 6ТД ліг в основу зменшеного двигуна 3ТД, що встановлюється на легшу бронетехніку.
Двигуни 6ТД можуть працювати на різних видах пального, зокрема: дизельному пальному, бензині, гасові, паливі для реактивних двигунів, або їхніх сумішах у будь-якій пропорції.

## Історія

### Створення
Через невдачу з форсуванням з 700 до 750 к.с. двигуна 5ТДФ наказом міністра оборонної промисловості СРСР №19 від 15 січня 1974 року було поставлено задачу зі створення 1000-сильного 6-циліндрового багатопаливного двигуна. Передбачалось створити новий тип двигуна, ще більш форсованого за 5ТДФ. Розробку доручили відділу нового проєктування, а керівником робіт призначили заступника головного конструктора Михайла Лубченка. На той момент бюро накопичило значний досвід завдяки 5ТДФ і могло розвинути найкращі рішення цього двигуна в новому 6ТД і позбутись його недоліків.
Ідеологія двигуна 6ТД-1 вперше була викладена в технічному проєкті 1974 року, узгоджена з директором заводу імені Малишева Олегом Соїчем та заступником головного конструктора ХКБМ Миколою Шоміним. Протягом 1975—1976 років було виготовлено 20 двигунів, які восени 1976 року пройшли заводські випробування. Приймальні стендові випробування відбулись 1979 року з обсягом 300 годин на трьох видах пального, на підставі яких двигун було рекомендовано до виробництва. На базі цих рекомендацій міжвідомча комісія 1982 року затвердила конструкторську документацію для серійного виробництва. Оскільки 6ТД мав великі резерви для нарощування потужності, ще 1977 року вийшло рішення ВПК №19, що передбачало створення двигуна 6ТД-2.
У 1974—1979 роках у ХКБМ паралельно з конструкторським супроводом серійного виробництва танків Т-64 (та розробкою двигуна на ХКБД), проводилися дослідницько-конструкторські роботи (ДКР) з розроблення моторно-трансмісійного відділення (МТВ) з двигуном 6ТД для танка Т-64. 1975 року був розроблений технічний проєкт танка, оснащеного новим МТВ, а в лютому 1976 «у подарунок» до XXV з'їзду КПРС на базі танка Т-64А були виготовлені три дослідних танки «Об'єкт 476» (проєкт «Кедр»). 25 січня 1979 була затверджена технічна документація з модернізації серійних танків Т-64А, Т-64АК, Т-64Б та Т-64Б-1 під час капітального ремонту. Модернізовані танки були прийняті на озброєння наказом МО СРСР № 0262 від 21.12.81 року під марками Т-64АМ, Т-64АКМ, Т-64БМ і Т-64Б-1М. Серійне виробництво цих танків так і не було організовано через низку політичних та економічних причин.
У 1978—1984 роках дослідні танки з новим двигуном проходили всебічні випробування в усіх кліматичних зонах СРСР, показавши високі якості та надійність.

### Боротьба за дизель
Міністр оборони СРСР Дмитро Устинов був прихильником єдиного танка з газотурбінним двигуном (ГТД), тому з моменту його призначення в 1976 році цей напрямок мав найбільшу підтримку з боку держави. Він також наполягав на переході всіх заводів (крім УВЗ, зайнятого Т-72), до виробництва новітнього Т-80. Примітно, що для нього було принциповим створення Т-80 з ГТД — як відповідь новітньому американському танку «Абрамс» з ГТД, ще не прийнятому на озброєння. Постанова ЦК КПРС і Ради міністрів СРСР № 577-178 від 17 липня 1977 передбачала освоєння виробництва Т-80 з ГТД на заводі імені Малишева (ХЗТМ) з 1983. Розробку ГТД доручили ЛНПО імені Клімова, виробництво мав здійснювати завод Малишева, а конструювання та документація лягали на ХКБД. Постанова найвищого керівництва країни зробила основним пріоритетом створення ГТД, тому розробку чотиритактного двигуна 124Ч зупинили, а двотактного 6ТД-1 — скоротили.
Через проблеми зі створенням і освоєнням газотурбінних двигунів у Харкові вище керівництво 1981 року дозволило розробку Т-80У з резервним двигуном 6ТД-1, який активно просували харківські конструктори. Цей танк мав індекс «Об'єкт 478Б».
Смерть Устинова наприкінці 1984 року дозволила вільніше займатись дизельним танком, а в січні 1985 року заступник нового міністра оборони Віталій Шабанов вперше визнав, що Міноборони весь час вело дві паралельні лінії — ГТД і дизель. При цьому саме харківський 6ТД був найбільш досконалим і готовим до виробництва. Постановою від 2 вересня 1985 було запущено серійне виробництво «Т-80У з двигуном 6ТД», а виробництво танкових ГТД в Харкові завершено. До кінця 1985 року в Харкові зібрали перші 5 танків «Об'єкт 478Б», 1986 року їх було запущено в серію, а 1987 року прийнято на озброєння СРСР під позначенням Т-80УД. Освоєння Т-80УД завершило епоху Т-64, останній з яких вийшов із цеху 27 грудня 1987 року.
Також наприкінці існування СРСР розробляли двигун 6ТД-2 для танка Т-84. Його приймання відбулось з квітня до листопада 1991 року, а у грудні 1991 було рекомендовано прийняття на озброєння. Розробка прототипа Т-84 завершена 1994 року.

### Сучасність
В грудні 2020 року фахівці заводу імені Малишева презентували делегації Бразилії власну концепцію модернізації бразильських танків М60, що передбачала встановлення нового моторно-трансмісійного відділення з двигуном 6ТД-2 та реверсною трансмісією.
Програма модернізації танків Т-64 «Краб» передбачає ремоторизацію зі встановленням двигунів 6ТД потужністю 1200 к.с. замість 5ТДФМ.
2021 року розпочалася реалізація програми «Кедр» — модернізації танків БМ «Булат» до рівня Т-64БМ2 «Булат» шляхом встановлення двигунів 6ТД-1 потужністю 1000 к.с..

## Варіанти

### 6ТД-1
Базовий варіант з потужністю 1000 к.с. (746 кВт).

### 6ТД-2
Форсований варіант з потужністю 1200 к.с. (895 кВт), що відповідає оптимальній питомій потужності для танків радянської школи з вагою 45—48 тонн. Додаткова потужність забезпечується збільшенням ступеня наддування: 4,4 одиниці в 6ТД-2 проти 3,35 у 6ТД-1. Для цього було використано новий двоступеневий осевідцентровий компресор з вищим ККД. При цьому двигуни уніфіковано на 90% за запчастинами.
Створення двигуна було передбачено ще 1977 року, 1991 року він пройшов випробування та був рекомендований до виробництва, однак розпад СРСР зупинив цей процес.

### 6ТД-3
Дослідний двигун з потужністю 1400 к.с. (1045 кВт), що проєктувався на початку 1990-х для майбутнього Т-84. На той момент не було можливості охолоджувати настільки форсований двигун, тому від його створення відмовились.

## Характеристики
| Параметри                                       | Двигуни 6ТД                                               | Двигуни 6ТД       | Двигуни 6ТД  | Двигуни 6ТД  | Двигуни 6ТД      | Двигуни 6ТД                                                                                        |
| ----------------------------------------------- | --------------------------------------------------------- | ----------------- | ------------ | ------------ | ---------------- | -------------------------------------------------------------------------------------------------- |
| Параметри                                       | 6ТД-1                                                     | 6ТД-2             | 6ТД-2Е       | 6ТД-3        | 6ТД-1Р[джерело?] | 6ТД-4[джерело?]                                                                                    |
| Застосування                                    | Т-80УД, Т-64БМ2, дослідний Об'єкт 476, потенційно на Т-72 | Т-84, «Аль-Халід» | БМ «Оплот»   | дослідний    | БРЕМ-84          | силова установка в моторно-трансмісійних відділеннях для модернізації локомотивів і морських суден |
| Габарити, мм                                    | 1602×955×581                                              | 1602×955×581      | 1602×955×581 | 1698×955×581 | 1602×1093×581    | 2100×1105×606                                                                                      |
| Маса, кг                                        | 1180                                                      | 1180              | 1180         | 1210         | 1220             | 1900                                                                                               |
| Об'єм МТВ, м³                                   | 3,1                                                       | 3,1               | 3,1          |              |                  | |
|                                                 |                                                           |                   |              |              |                  | |
| Потужність, к.с. (кВт)                          | 1000 (746)                                                | 1200 (895)        | 1200 (895)   | 1400 (1045)  |                  | 1500 (1100)                                                                                        |
| Робочий об'єм, л                                | 16,3                                                      | 16,3              | 16,3         | 16,3         |                  | 25.85                                                                                              |
| Частота обертання, хв-1                         | 2800                                                      | 2600              | 2600         | 2800         |                  | 2450                                                                                               |
| Питома витрата палива, г/е.к.с.·год (г/кВт·год) | 158                                                       | 160               | 153          | 155          | 158              | 155 (211)                                                                                          |
|                                                 |                                                           |                   |              |              |                  | |
| Тепловіддача, х103 ккал/год[джерело?]           | 310                                                       |                   | 335          | 395          | 310              | |
| Тиск наддування, кг/см³[джерело?]               | 2,8                                                       | 3,2               |              |              |                  | 0.29 (2.9)                                                                                         |
| Питома витрата повітря, кг/с                    | 1,65                                                      | 1,8               |              |              |                  | |
| Кількість циліндрів                             | 6                                                         | 6                 | 6            | 6            | 6                | 6                                                                                                  |
| Хід поршня, мм                                  | 2х120                                                     | 2х120             | 2х120        | 2х120        | 2х120            | 2х120                                                                                              |
| Діаметр циліндра, мм[джерело?]                  | 120                                                       | 120               | 120          | 120          | 120              | 140                                                                                                |
|                                                 |                                                           |                   |              |              |                  | |
| Габаритна потужність, к.с./м3 (кВт/м3)          | 1124 (839)                                                | 1350 (1007)       | 1350 (1007)  | 1486 (1109)  | 1124 (839)       | 1210 (903)                                                                                         |
| Питома маса, кг/к.с. (кг/кВт)                   | 1,18 (1,58)                                               | 1350 (1007)       | 1350 (1007)  | 0,864 (1,17) | 1,22 (1,64)      | 1,27 (1,70)                                                                                        |
| Літрова потужність, к.с./л (кВт/л)              | 61,4                                                      | 73,6              |              |              |                  | |

## Оператори
Чинні оператори
- Україна: 6ТД-1 використовується на танках Т-64БМ2, 6ТД-2 на Т-84.
- Пакистан: 6ТД-1 на Т-80УД, 6ТД-2 на «Аль-Халід».
- Таїланд: 6ТД-2Е на «Оплот-Т».

Колишні оператори
- СРСР,  Росія: на Т-80УД (зняті з озброєння).

### Туреччина
14 березня 2017 року був підписаний меморандум про порозуміння між главами урядів України й Туреччини, згідно з яким для турецького танка Altay Україна поставить двигуни 6ТД-3.
Восени 2021 року в рамках міжнародної оборонної та аерокосмічної виставки Saha Expo-2021, яка проходила з 10 по 13 листопада в Стамбулі, Україна запропонувала оснастити дизельним опозитним 6-циліндровим двотактним двигуном 6ТД-2 нову турецьку 155-мм САУ Firtina II на гусеничному шасі.

### Пакистан
На виставці IDEAS 2016 був укладений договір про постачання нових двигунів 6ТД-3 потужністю 1500 к. с. виробництва ДП «Харківське КБ з двигунобудування» між «Укрспецекспортом» і Пакистанською компанією Heavy Industries Taxila для заміни двигунів 6ТД-2 при модернізації танків Al-Khalid до версії Al-Khalid 2.
У червні 2017 року на підприємство Spares Depot EME було поставлено 8 одиниць двигунів 6ТД-2 на загальну суму $3 008 208. Окрім того на суму у $1 128 078 було поставлено три двигуни 6ТД-1 459И.ТУ.
Державна компанія «Укрспецекспорт» у січні 2018 року поставила для пакистанського підприємства Spares Depot EME комплект запасних частин до танку «Al-Khalid» на загальну суму у $1 128 078: двигуни 6ТД-2 459М.ТУ у кількості 3-х одиниць та у кількості 6 одиниць двигуни 6ТД-1 459И.ТУ, які призначені для використання на танках Т-80УД.
В березні 2020 року Державна компанія «Укрспецекспорт» поставила на адресу Heavy Industries Taxila і 304 Spares Depot EME (Пакистан) десять танкових двигунів 6ТД-2 459М.ТУ та 6ТД-1 459І.ТУ, на загальну суму 4,295 мільйона доларів. Попередня партія з 10 двигунів була відвантажена в січні цього року. Крім того, до Пакистану поставлялося випробувальне обладнання та запчастини для танків і танкових двигунів.

## Оцінки
6ТД-1 на момент появи мав рекордні показники з масової та питомої потужності — до 65 к.с. на літр робочого об'єму та до 0,85 к.с. на кілограм маси двигуна. Для інших двигунів того часу ці показники складали: 21,6 к.с./л і 0,8 к.с./кг (двигун В-94МС, танк Т-72Б), 32,1 к.с./л і 0,33 к.с./кг (AVDS-1790-2C, M60A3). У 6ТД-2 ці показники, відповідно, ще вищі.